# Chaetothyriomycetidae
De Chaetothyriomycetidae vormen een subklasse van de klasse der Eurotiomycetes.
Tot deze subklasse behoren onder andere zwarte gisten (Exophiala-soorten).

## Taxonomie
De taxonomische indeling van de Chaetothyriomycetidae is als volgt:
- Orde: Chaetothyriales
  - Familie: Chaetothyriaceae
  - Familie: Coccodiniaceae
  - Familie: Cyphellophoraceae
  - Familie: Epibryaceae
  - Familie: Herpotrichiellaceae
  - Familie: Lyrommataceae
  - Familie: Microtheliopsidaceae
  - Familie: Paracladophialophoraceae
  - Familie: Pyrenothricaceae
  - Familie: Trichomeriaceae
- Orde Phaeomoniellales
  - Familie: Celotheliaceae
  - Familie: Phaeomoniellaceae
- Orde Pyrenulales
  - Familie: Massariaceae
  - Familie: Monoblastiaceae
  - Familie: Pyrenulaceae
  - Familie: Requienellaceae
  - Familie: Trypetheliaceae
  - Familie: Xanthopyreniaceae
- Orde Verrucariales
  - Familie: Adelococcaceae
  - Familie: Sarcopyreniaceae
  - Familie: Verrucariaceae

## Foto's

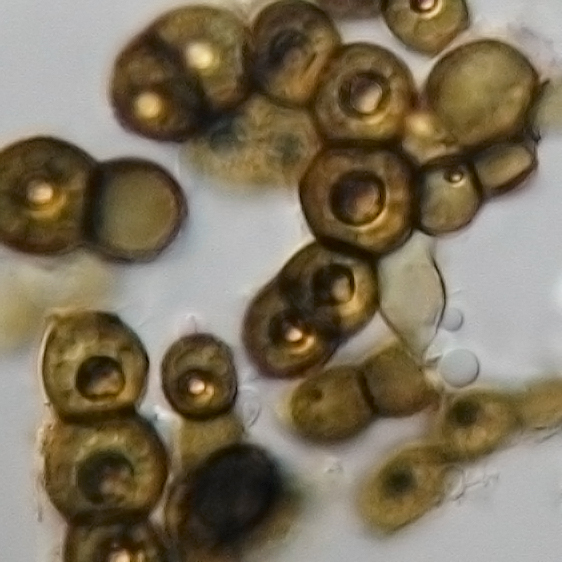
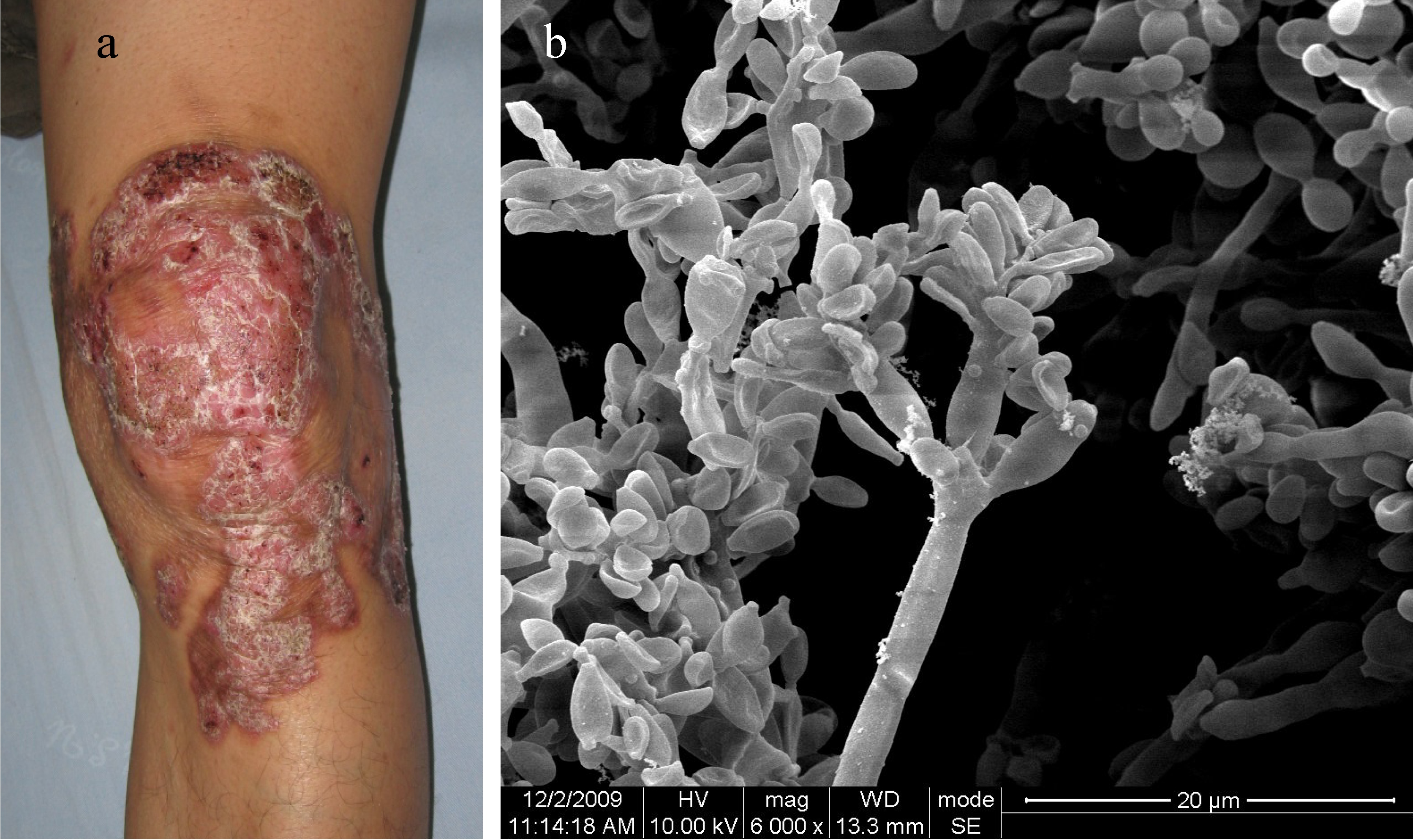
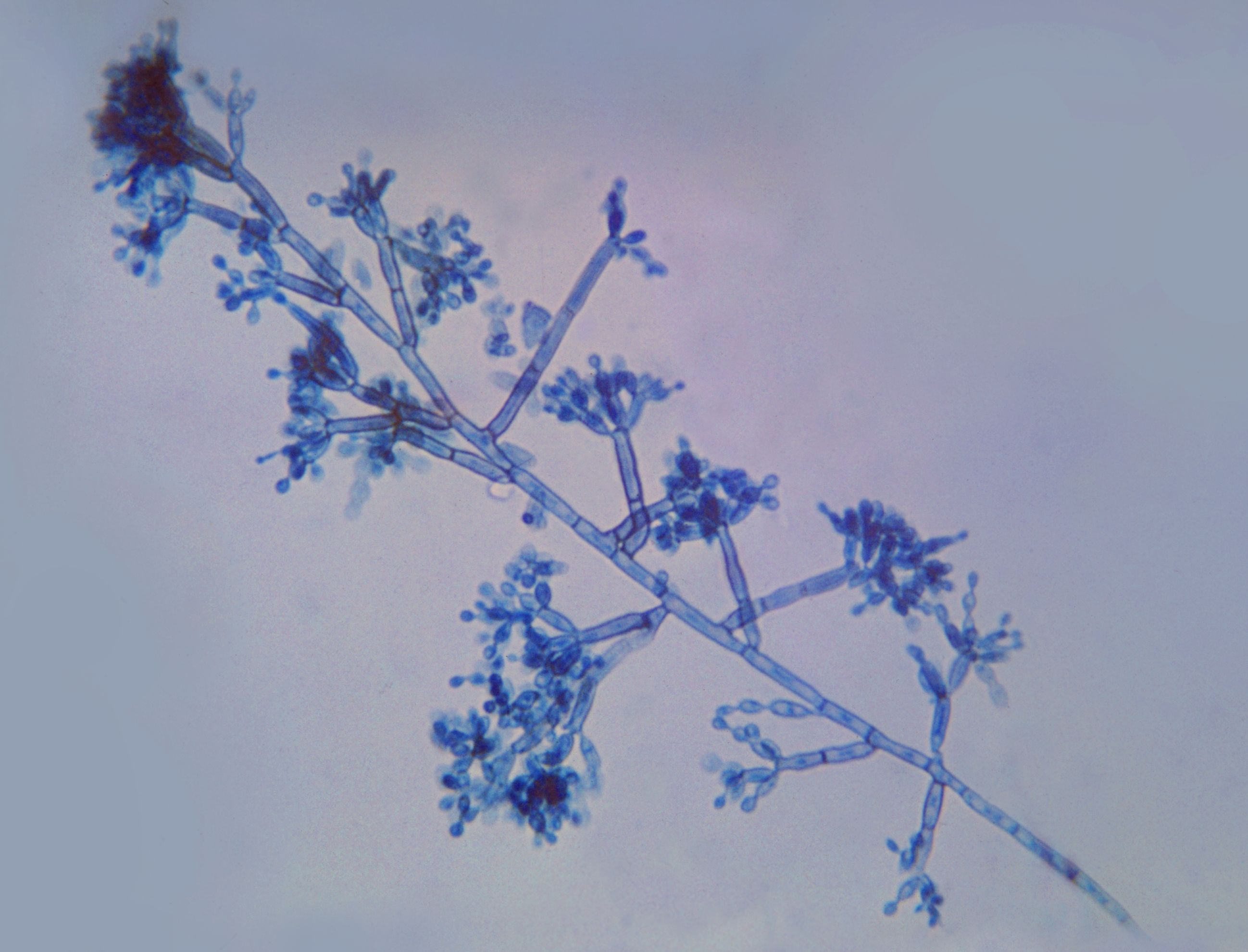
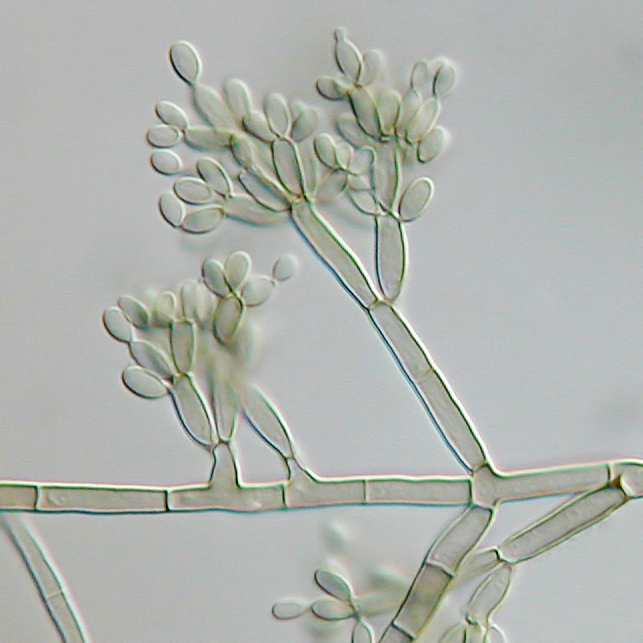
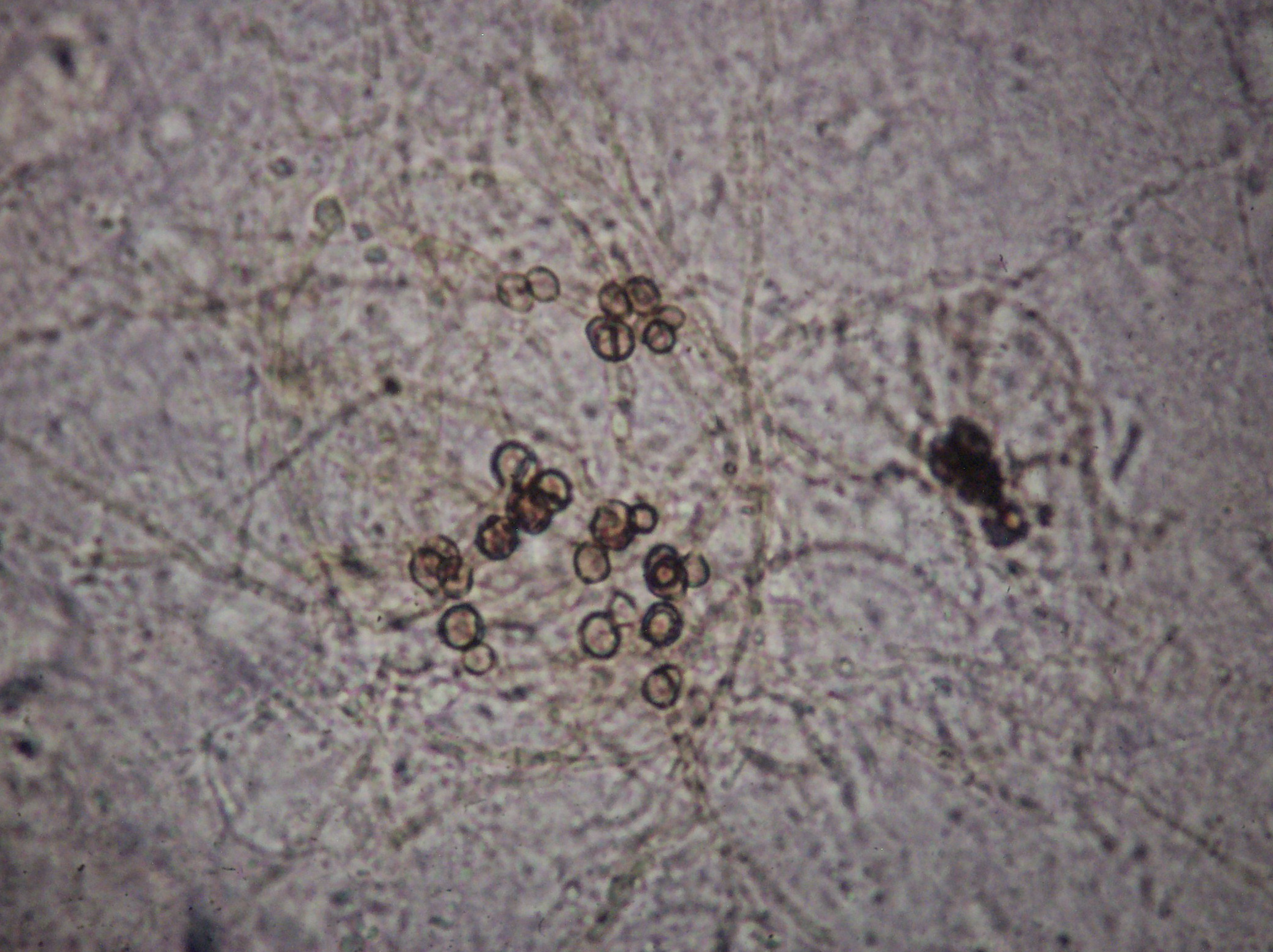
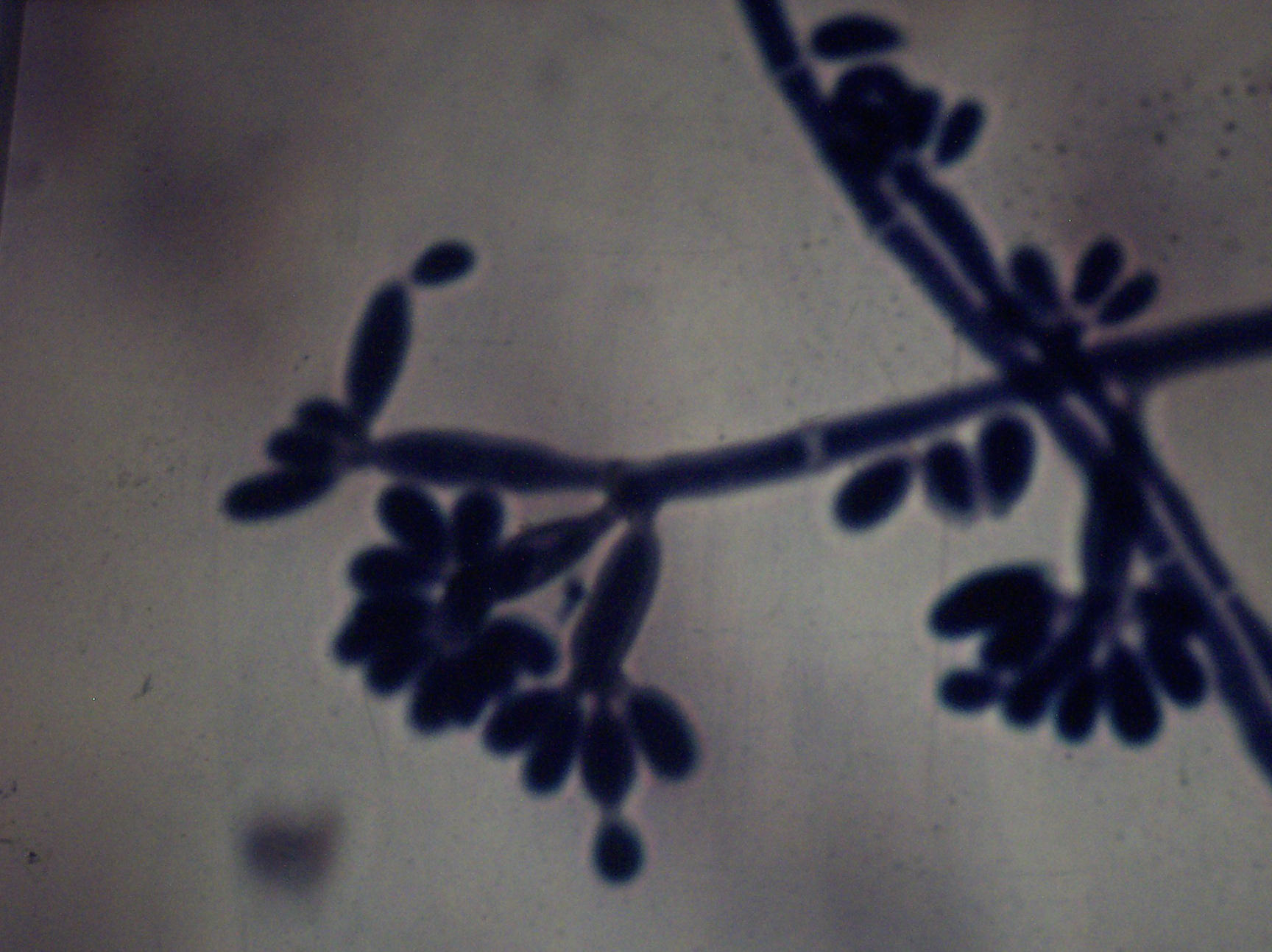
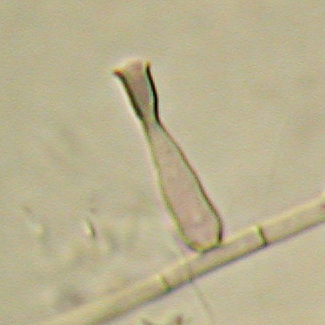
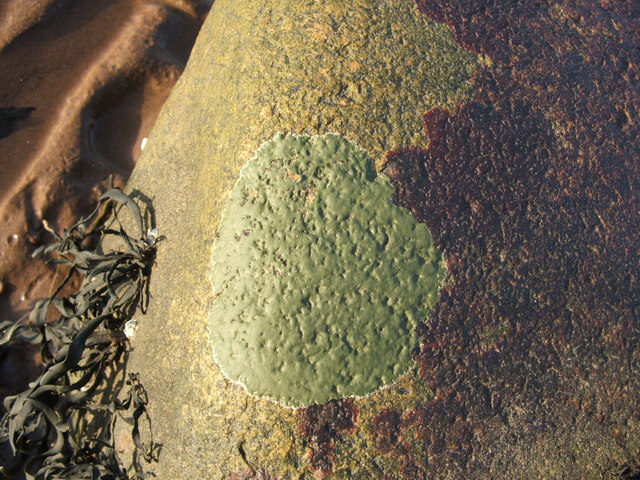
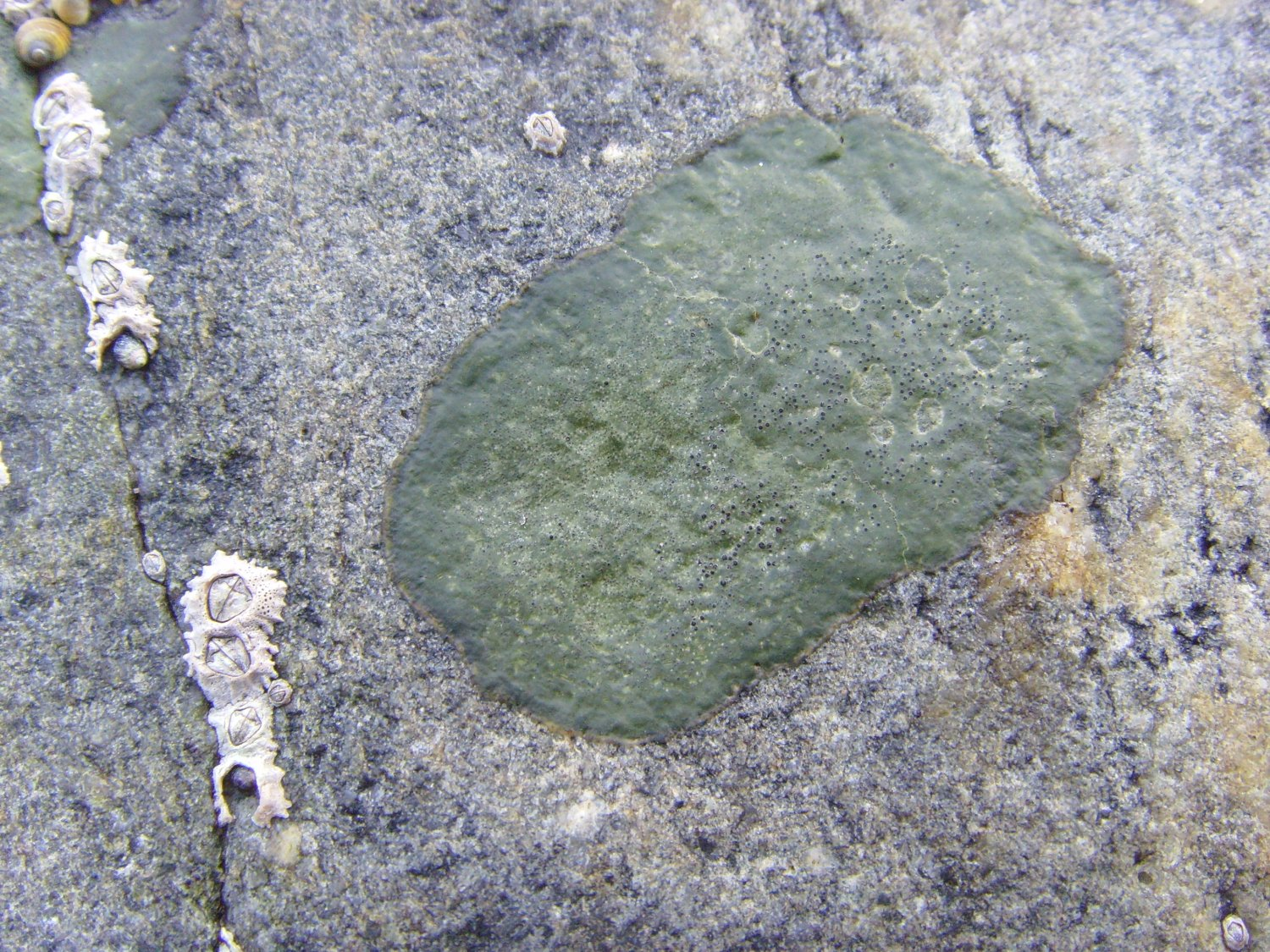
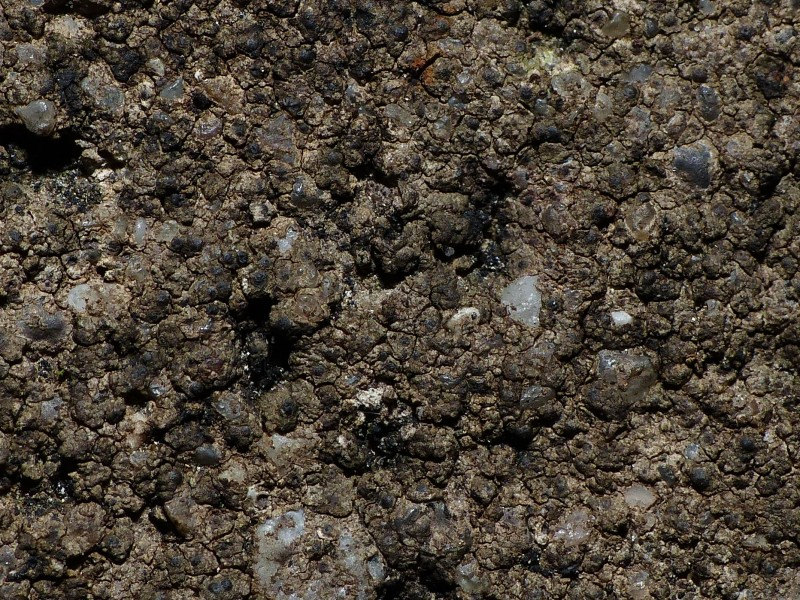
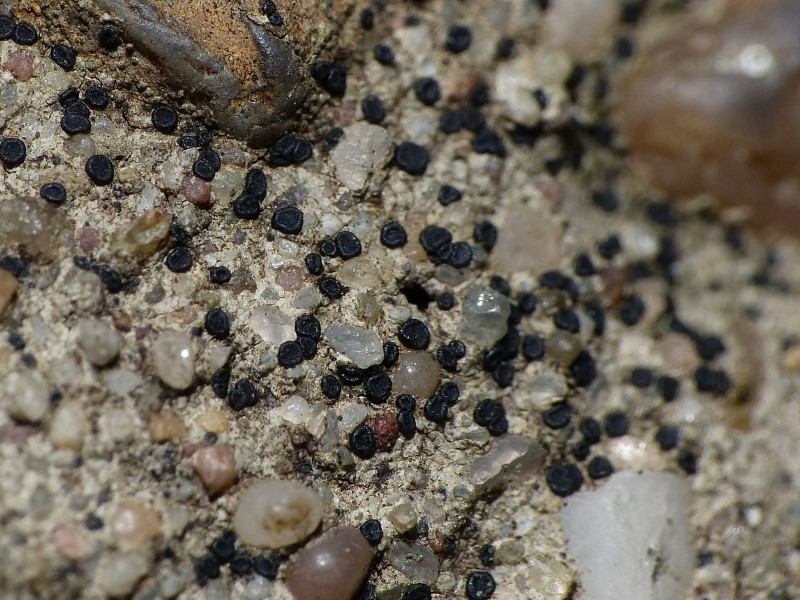
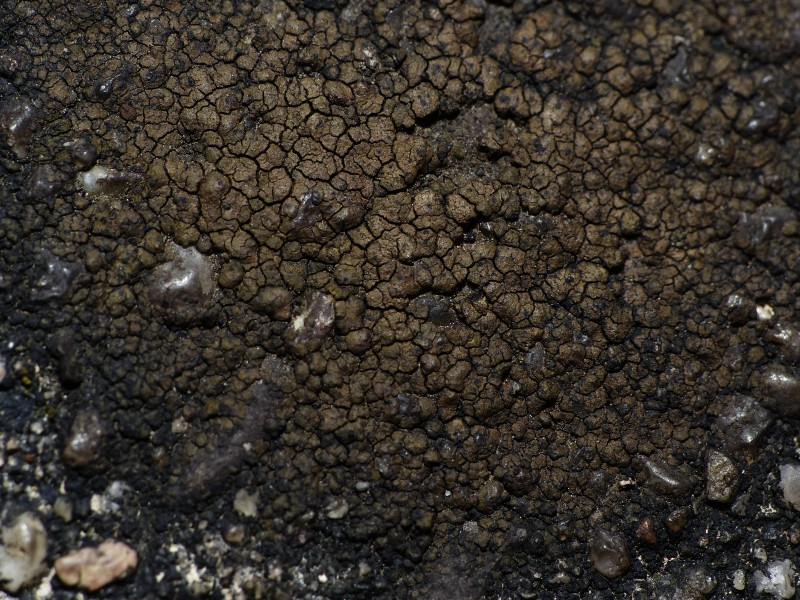
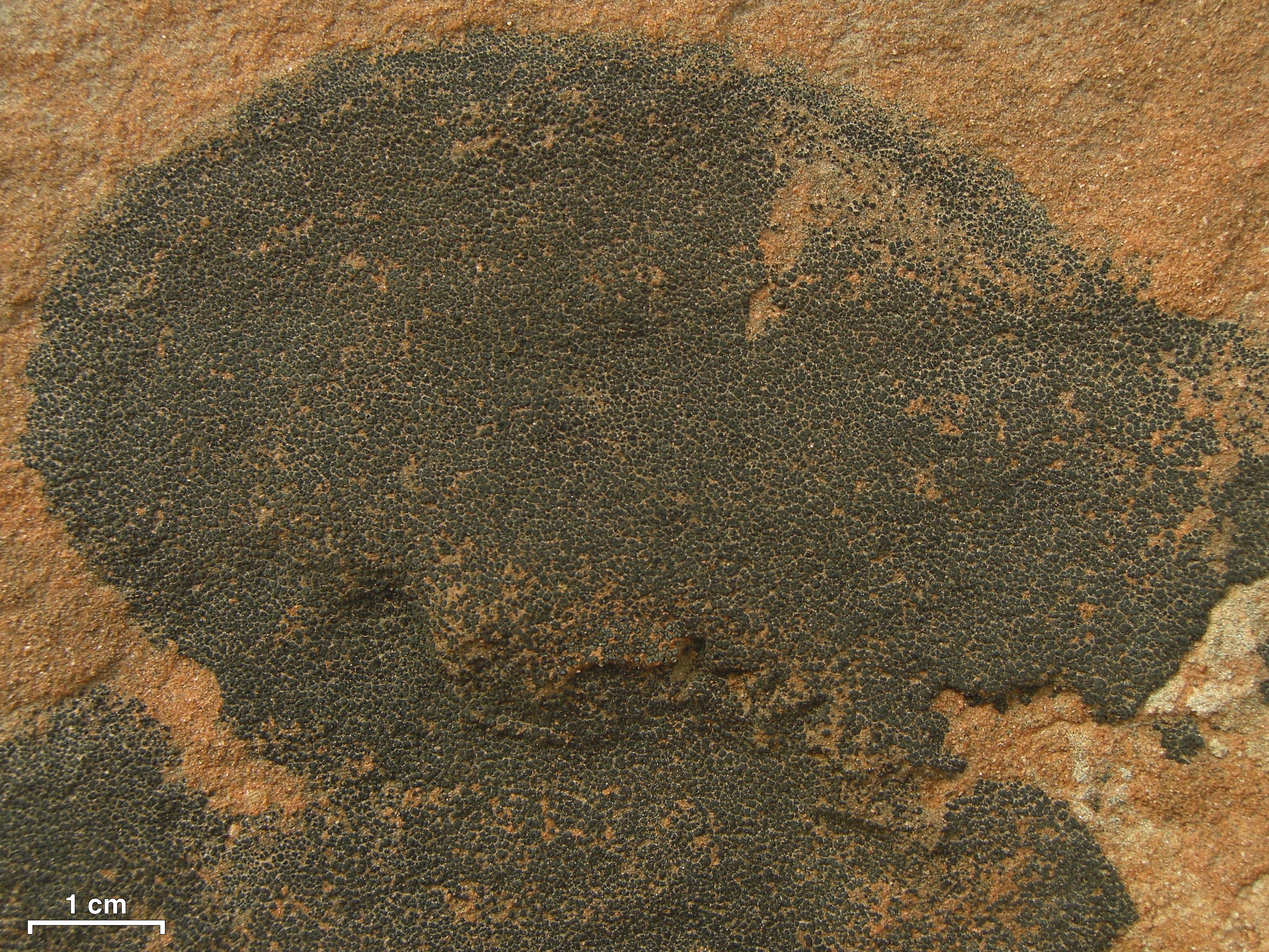
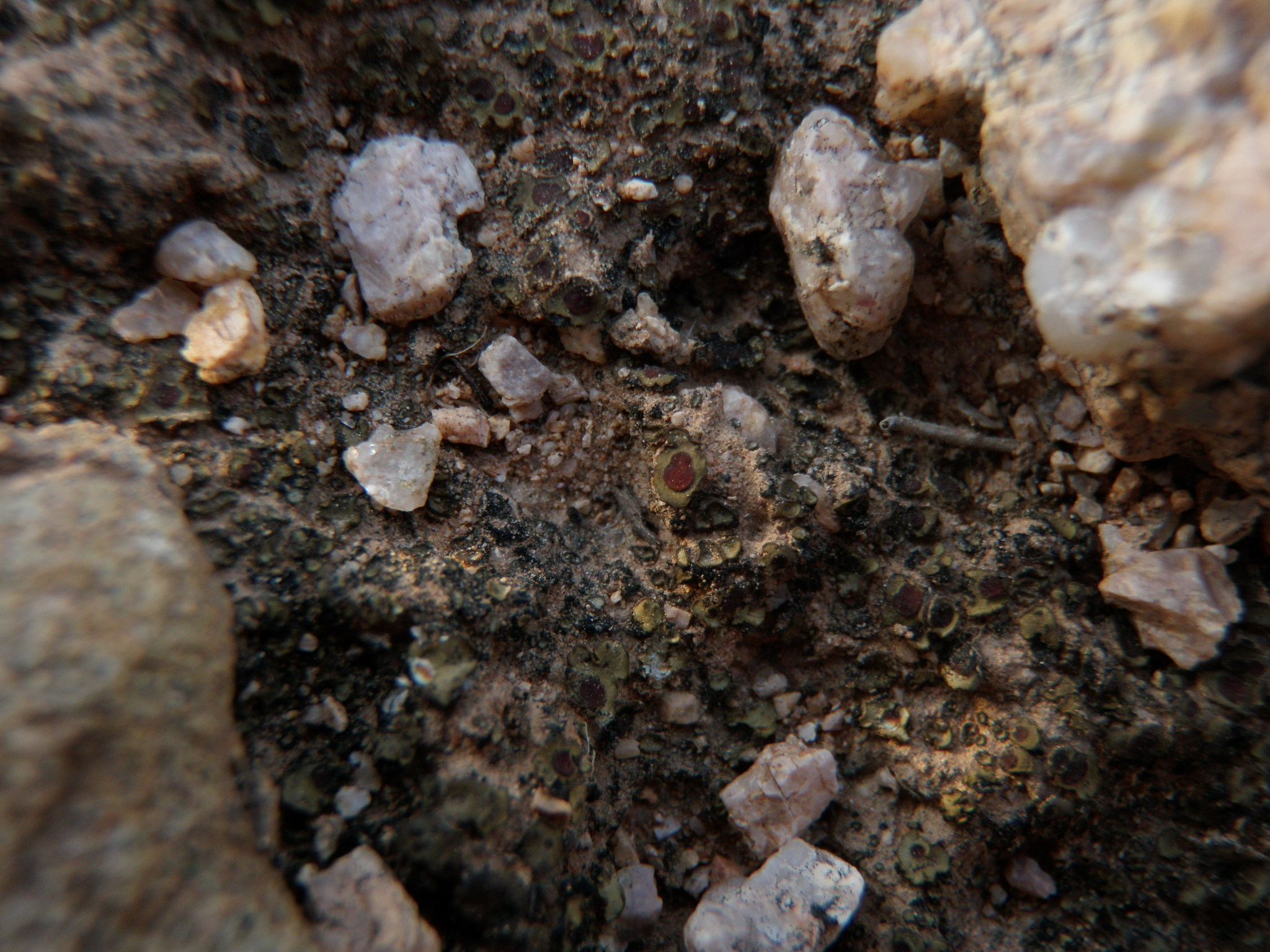
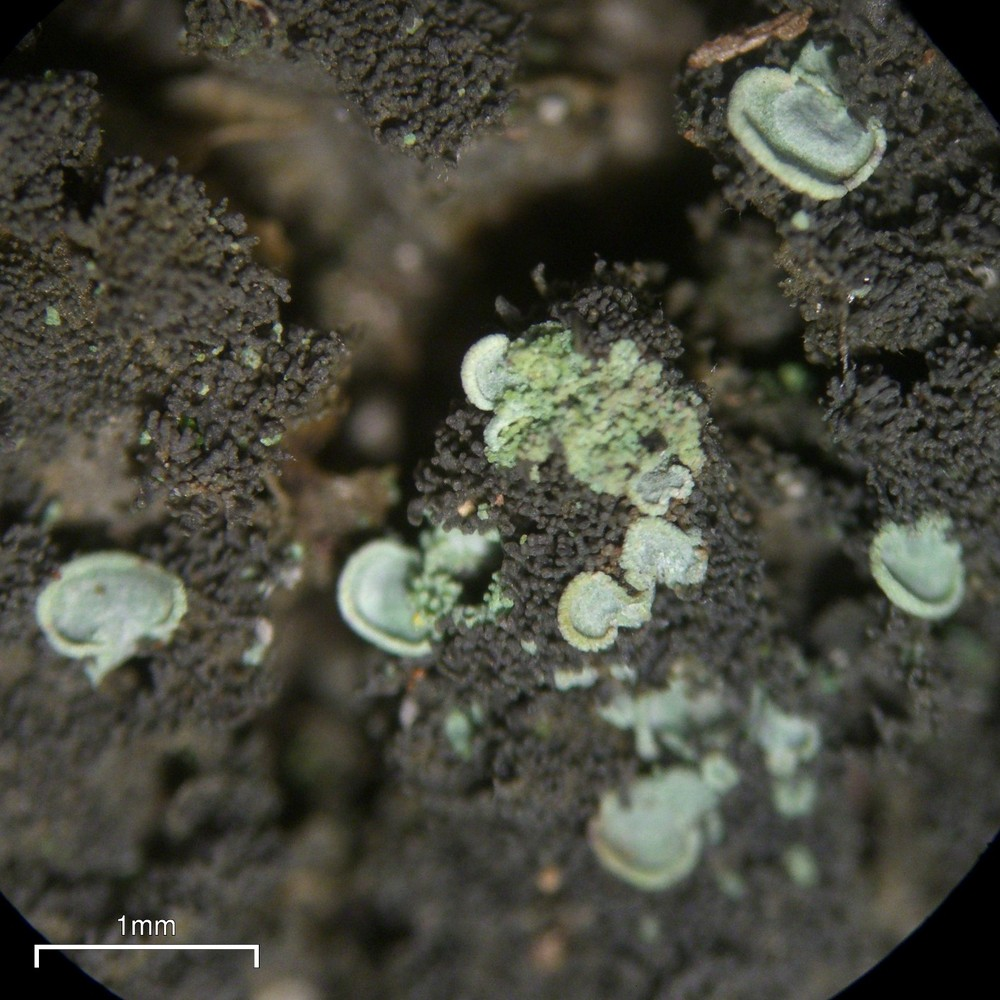
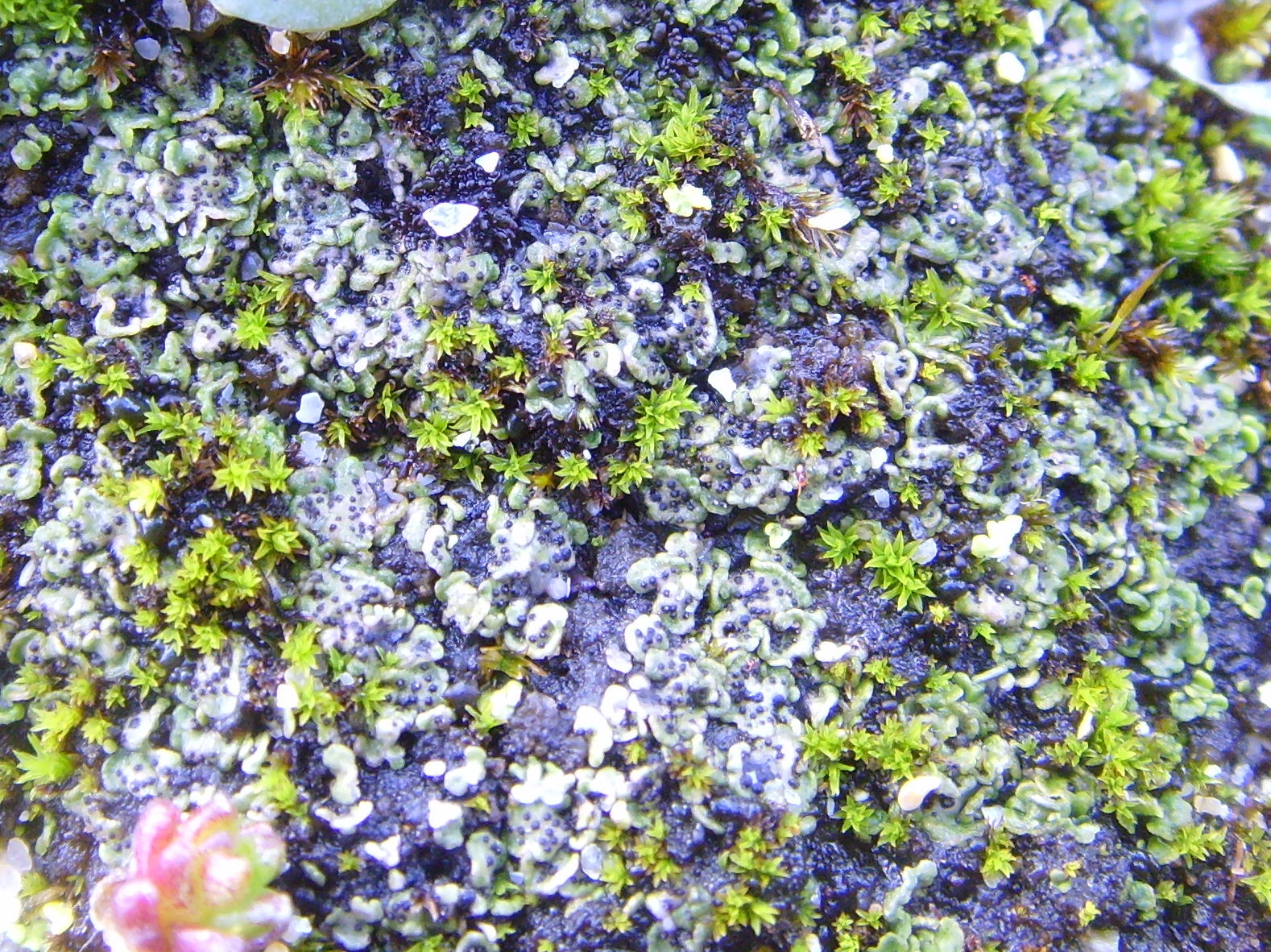
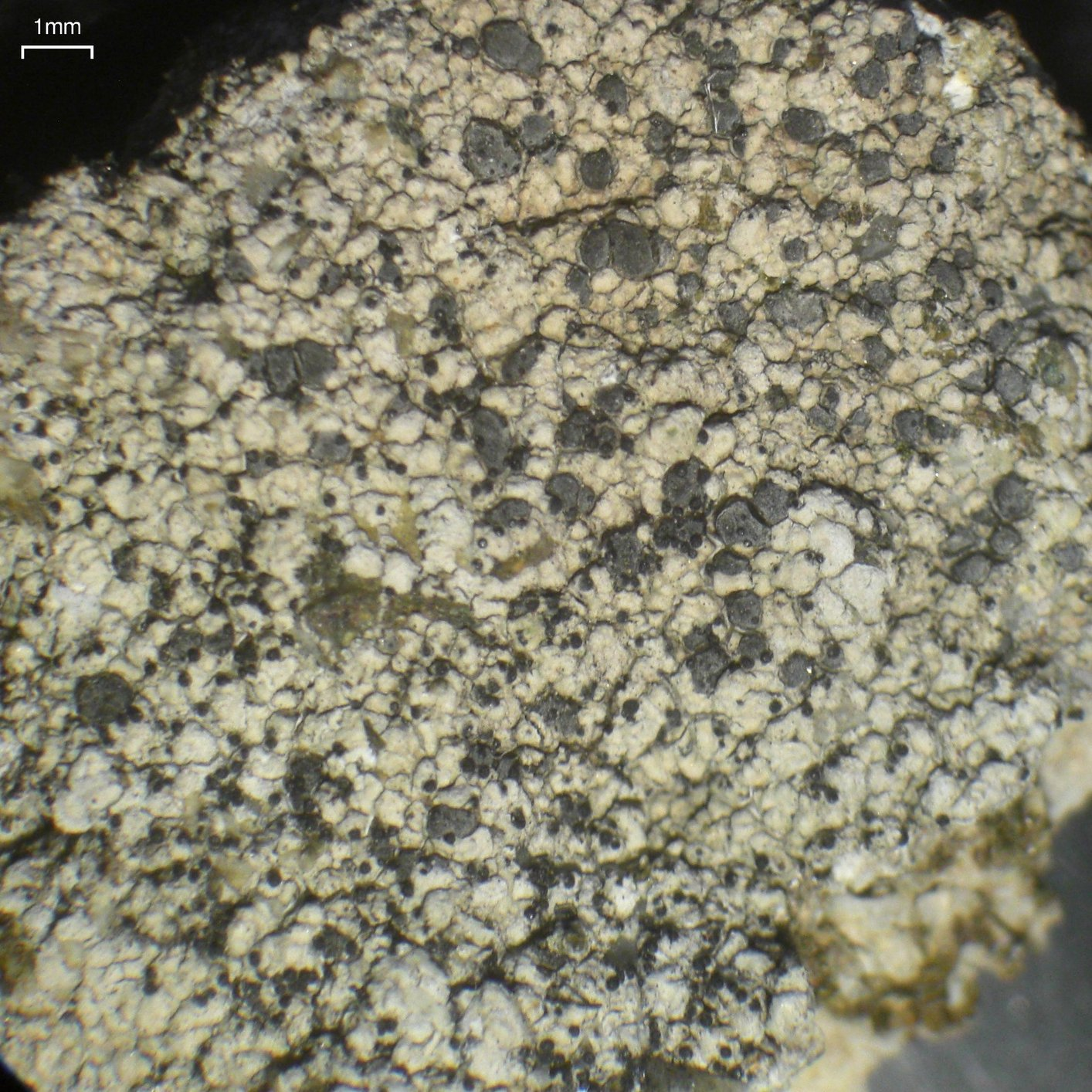
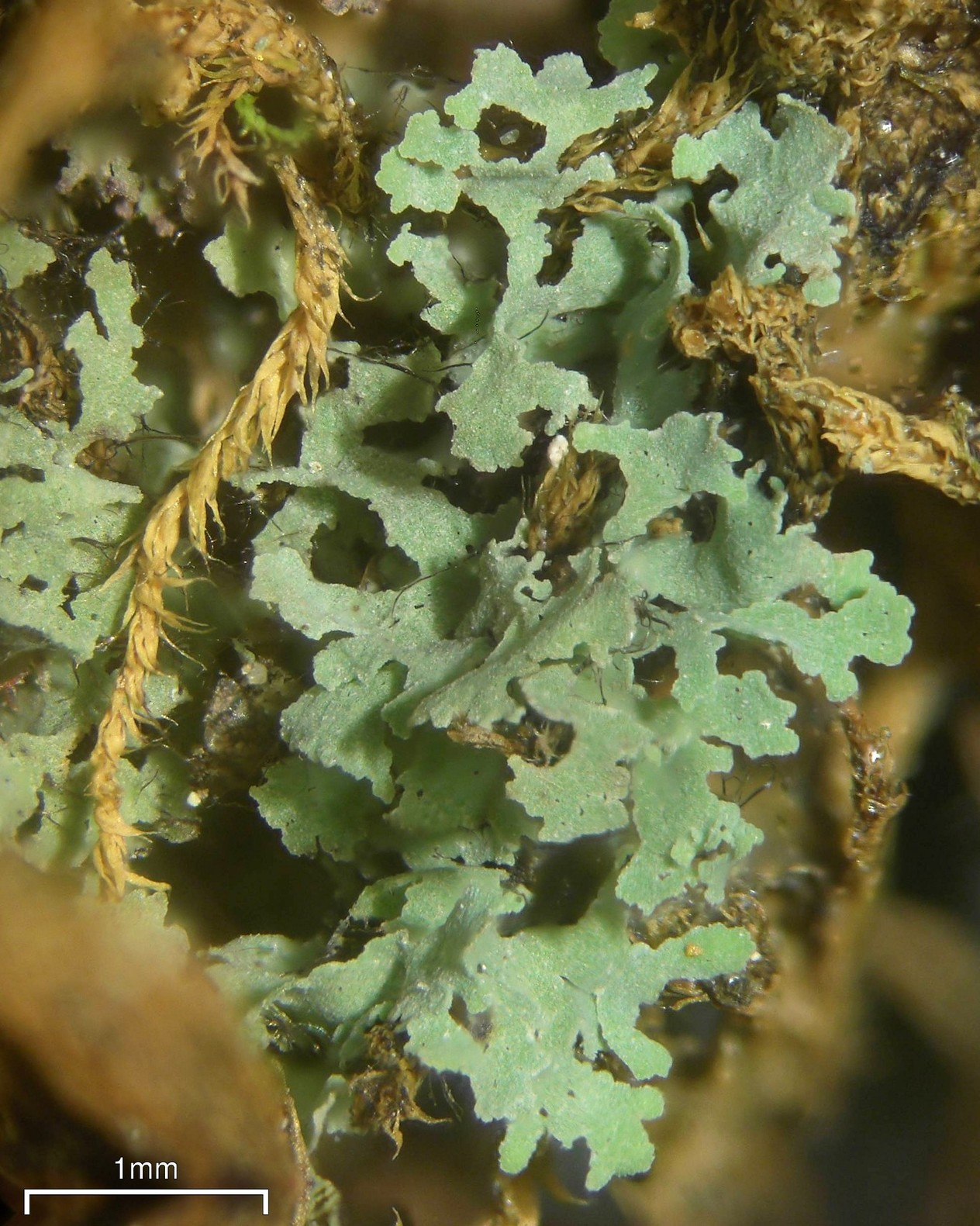
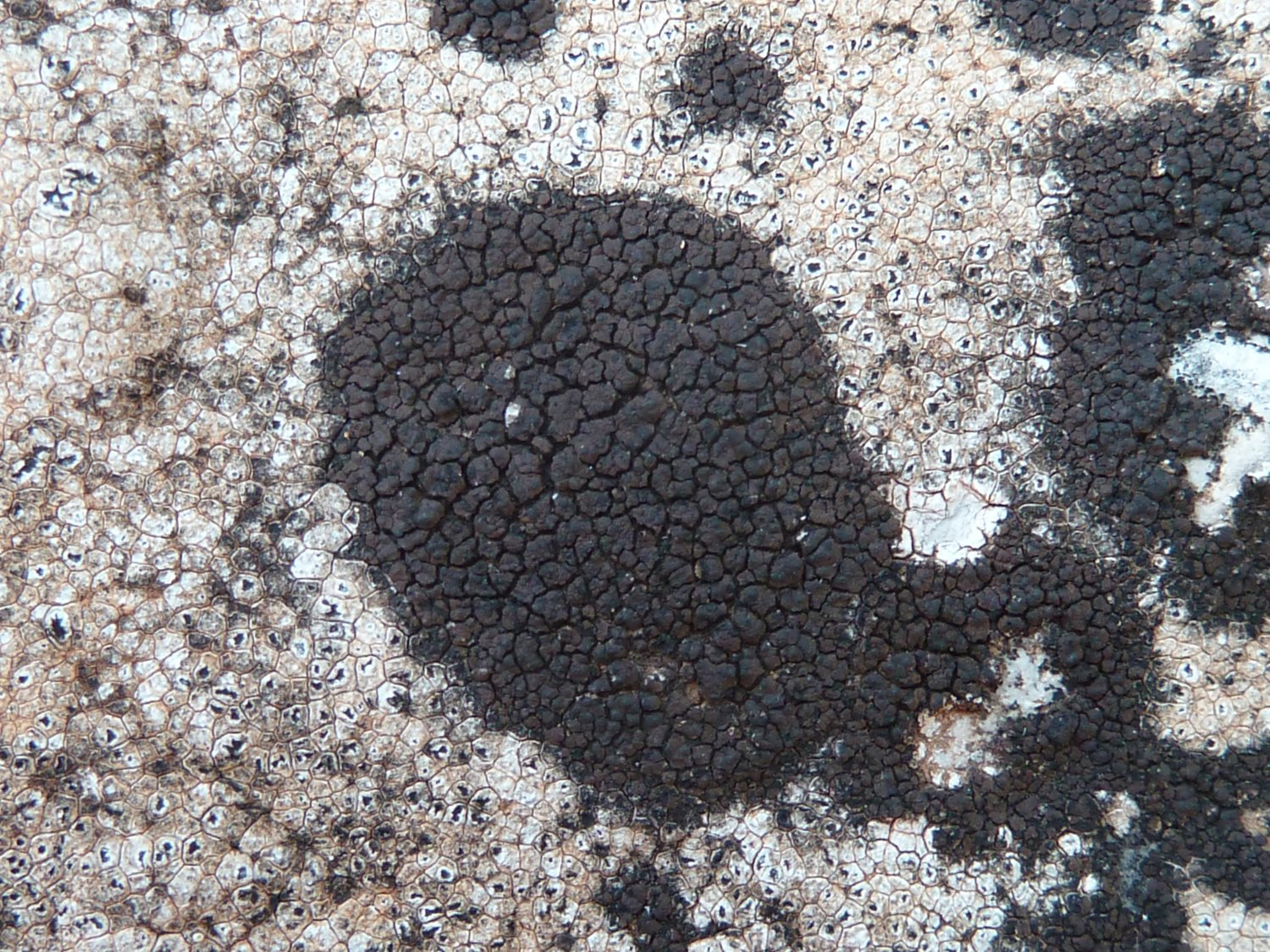
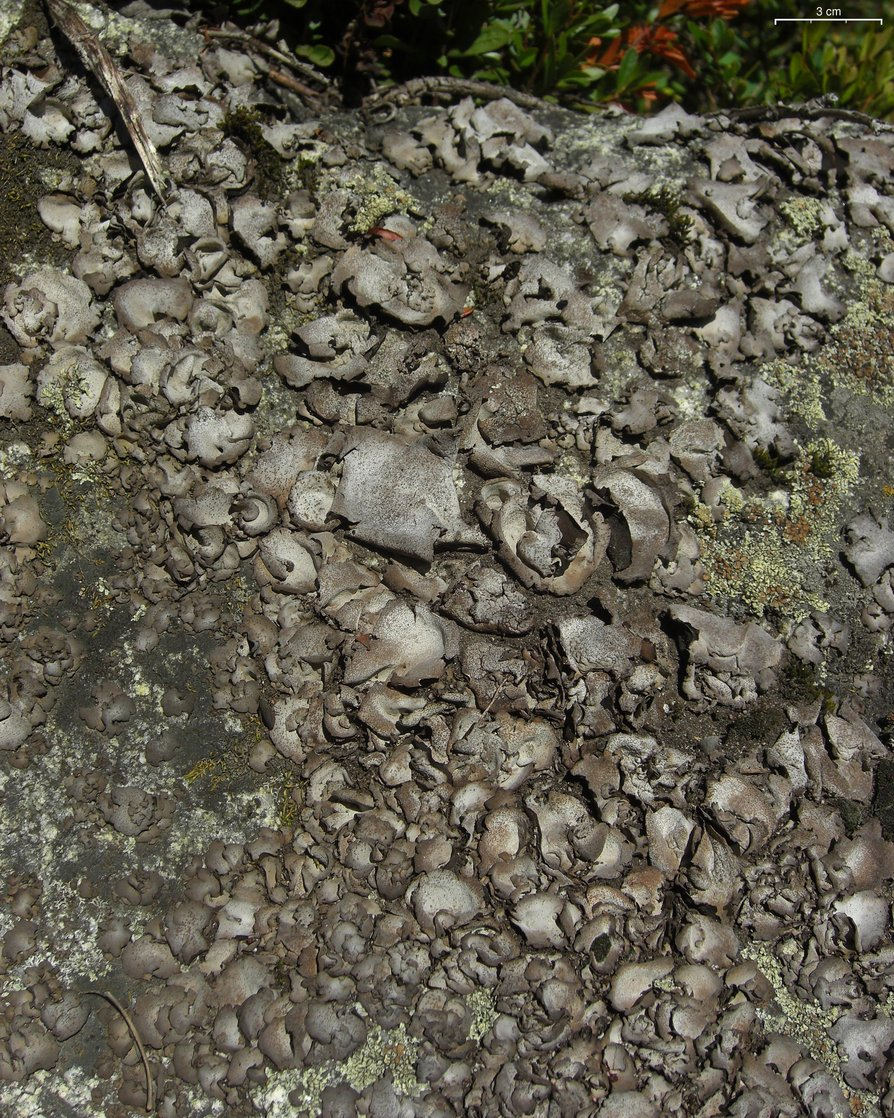
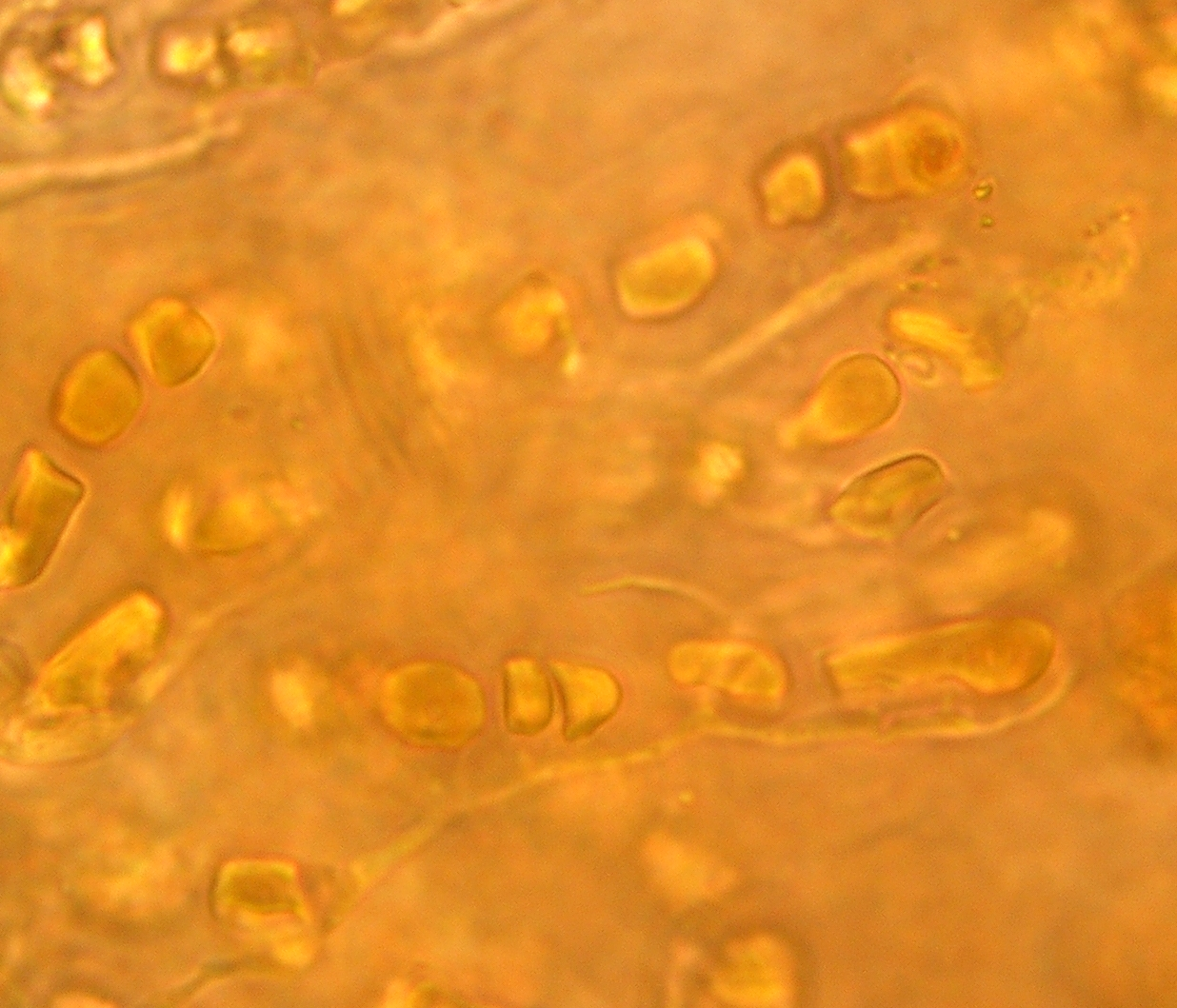
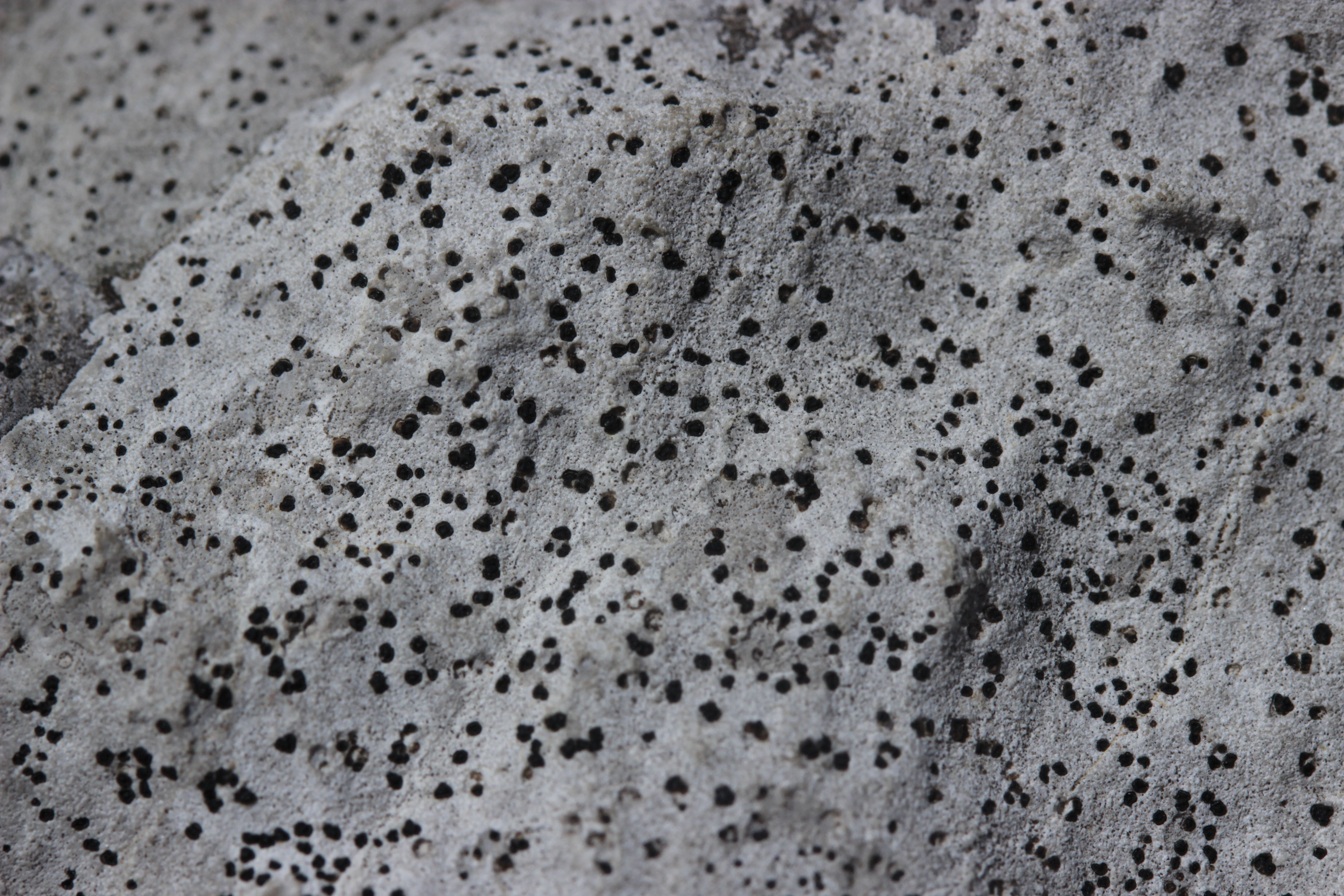
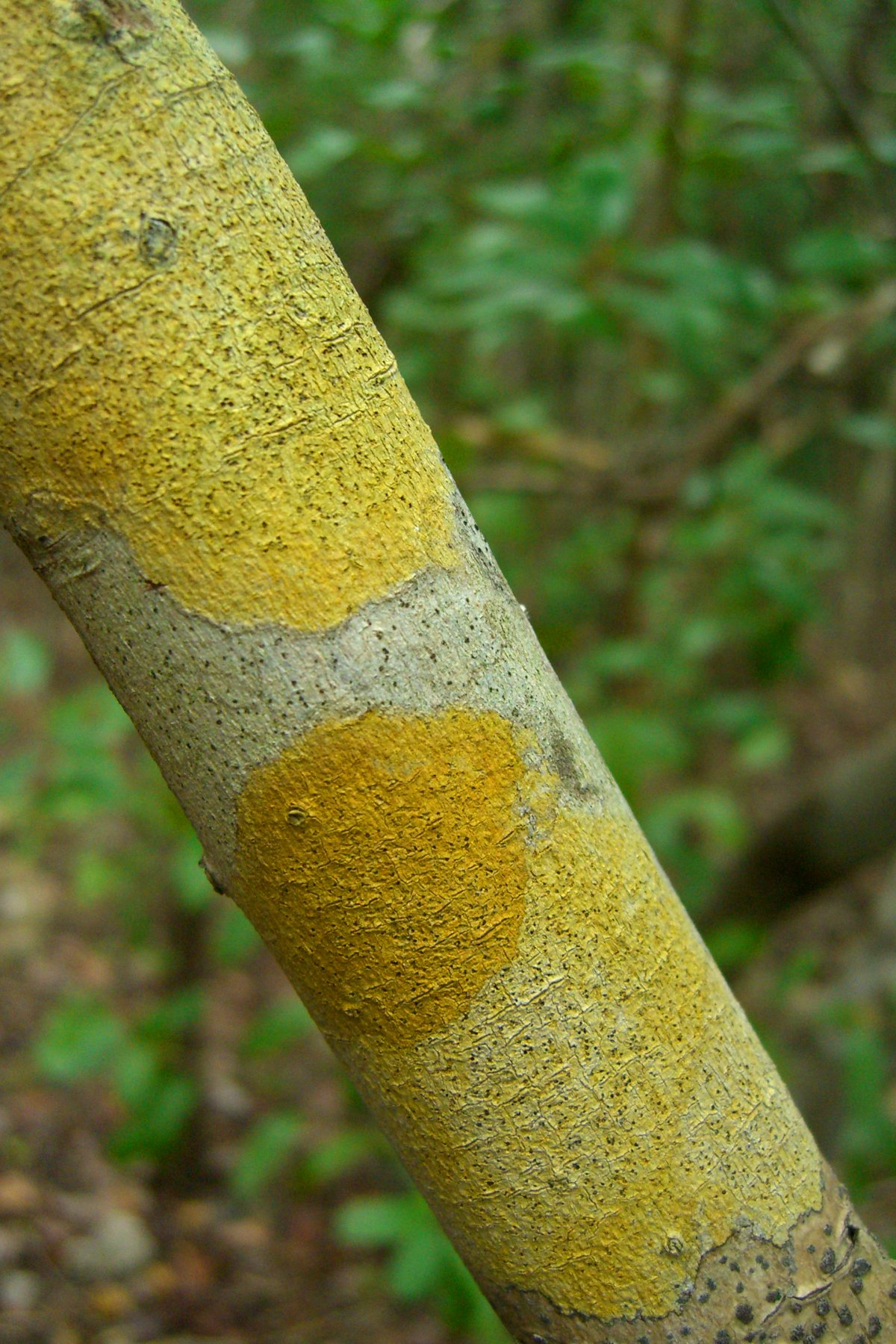
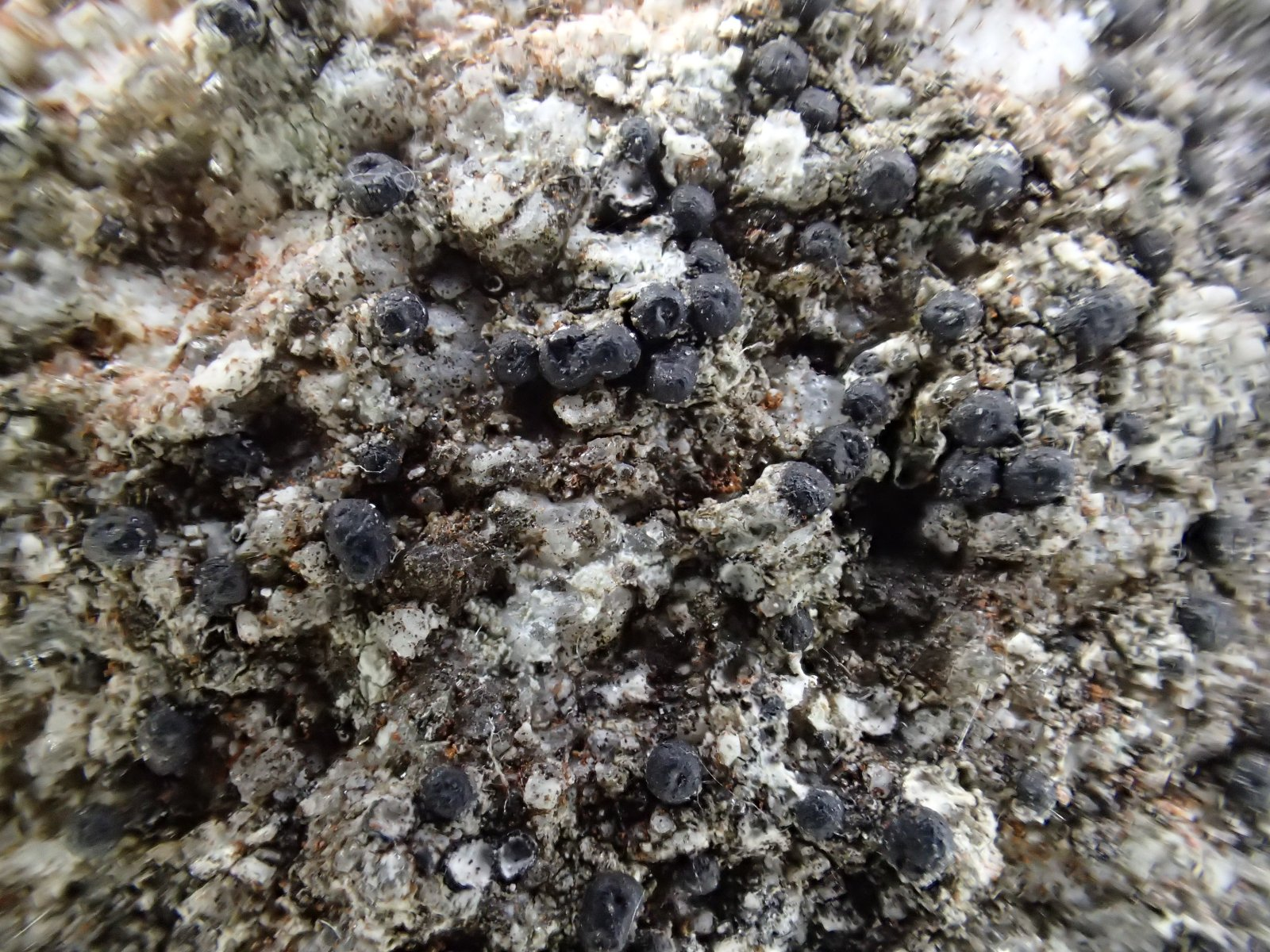
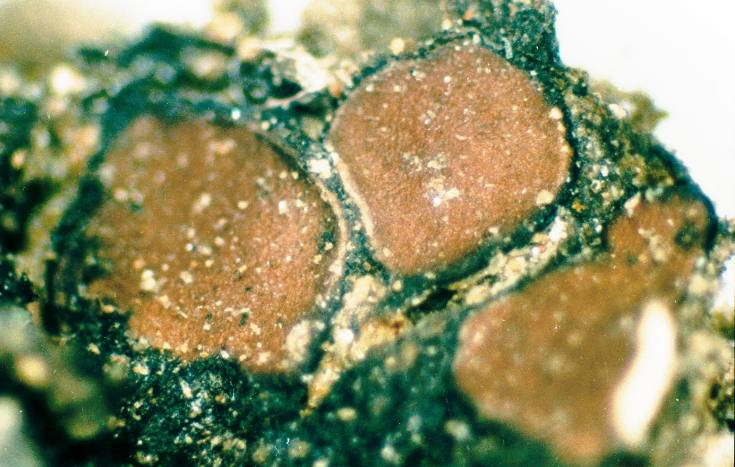